# Magnolia (film)
Magnolia – amerykański dramat z 1999 roku w reżyserii Paula Thomasa Andersona.

## Obsada
- Julianne Moore – Linda Partridge
- William H. Macy – Donnie Smith
- Jason Robards – Earl Partridge
- Pat Healy – Sir Edmund W. Godfrey
- Tom Cruise – Frank T.J. Mackey
- Genevieve Zweig – Mrs. Godfrey
- Mark Flannagan – Joseph Green
- Melinda Dillon – Rose Gator
- Neil Flynn – Stanley Berry
- Rod McLachlan – Daniel Hill
- Alfred Molina – Solomon Solomon
- John C. Reilly – Jim Kurring
- Philip Seymour Hoffman – Phil Parma
- Allan Graf – strażak
- Philip Baker Hall – Jimmy Gator